# Tseraskaya (cràter)
Tseraskaya és un cràter d'impacte en el planeta Venus de 30,3 km de diàmetre. Porta el nom de Lidiya Tseraskaya (1855-1931), astrònoma russa, i el seu nom va ser aprovat per la Unió Astronòmica Internacional el 1985.